# Настоящие богомолы
Настоящие богомолы (лат. Mantidae) — семейство насекомых, крупнейшее в отряде богомолов (Mantodea). Около 1500 видов.

## Описание

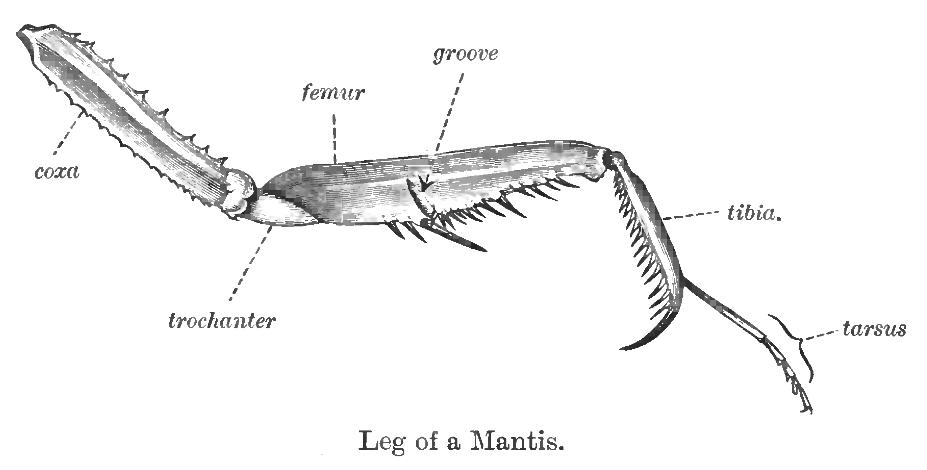
Детали строения модифицированной передней ноги

Верхняя часть головы без выступов. Проторакс в несколько раз длиннее своей ширины. Вентролатеральные шипики передних голеней вертикальные или наклонные, более или менее отдалённые друг от друга.
Крупнейшим видом является Ischnomantis gigas: самка, обнаруженная в Африке, имела рекордную для богомолов длину в 17 см.

## Классификация

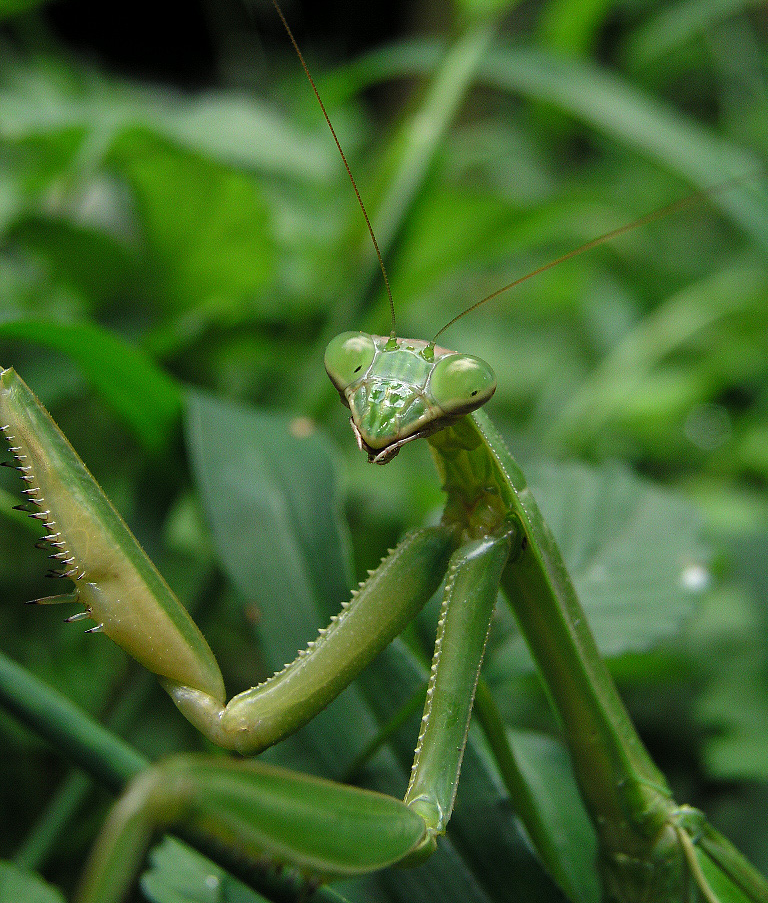
Китайский богомол

На ноябрь 2020 года в семействе выделяют следующие подсемейства и трибы:
- Подсемейство Choeradodinae (Asiadodis, Choeradodis)
- Подсемейство Deromantinae
- Подсемейство Hierodulinae
  - Триба Archimantini (род Archimantis)
  - Триба Hierodulini (род Rhombomantis)
- Подсемейство Mantinae
- Подсемейство Mellierinae
  - Триба Mellierini
  - Триба Rhodomantini
- Подсемейство Omomantinae
- Подсемейство Orthoderinae
- Подсемейство Photinaidae
- ? Подсемейство Stagmatopterinae
- Подсемейство Stagmomantinae
  - Триба Antemnini (род Antemna)
  - Триба Stagmomantini
- Подсемейство Tenoderinae
  - Триба Paramantini
  - Триба Tenoderini
- Подсемейство Vatinae
  - Триба Oxyopsidini
  - Триба Pseudoxyopsidini
  - Триба Stagmatopterini (род Stagmatoptera)
  - Триба Vatini

В Европе обитают 11 родов и 37 видов настоящих богомолов.
Часть подсемейств, ранее включаемых в семейство Mantidae, выделили в отдельные семейства или перенесли в другие семейства, например:
- Amelidae (включая роды Ameles и Pseudoyersinia)
- Angelidae
- Chroicopteridae
- Deroplatyidae
- Iridopteryginae (в Gonypetidae)
- Miomantidae
- Oxyothespinae (в Toxoderidae)
- Photinaidae (в Acanthopoidea)
- Sibyllinae (в Hymenopodidae)
- Tarachodinae (в Eremiaphilidae)
- Thespidae
- Toxoderidae